# AM-2201

AM-2201（化学名：1-(5-氟戊基)-3-(1-萘甲酰基)吲哚）是一种含氮有机氟化合物，分子式C
24H
22FNO，属于AM系列大麻素，能作为大麻素受体的完全激动剂，由美国东北大学的亚历山德罗斯·马克里扬尼斯研发，为JWH-018（AM-678）的氟取代衍生物。